# Samford University
La Samford University è un'università cristiana privata di Homewood, Alabama. Nel 1841, l'università venne fondata con il nome di Howard College. Inoltre, è l'87° istituto di istruzione superiore più antico degli Stati Uniti. L'università iscrive 5.729 studenti da 47 stati e 30 paesi.

## Storia
La scuola è sopravvissuta a due incendi, alla guerra civile, a un secolo di turbolenze finanziarie e a due trasferimenti per diventare una delle principali università cristiane classificate a livello nazionale. L'Alabama Baptist State Convention istituì un college per uomini, chiamandolo Howard College in onore di John Howard, un riformatore sociale inglese del XVIII secolo. In una decisione controversa stimolata da tensioni razziali, economiche e rurali / urbane, l'Howard College si trasferisce da Marion a East Lake, iniziando l'anno con 83 studenti. Anna Judge diventa la prima donna laureata di Howard. La co-educazione fu successivamente sospesa per "mancanza di strutture adeguate" Altre cinque donne furono ammesse tra gli anni 1895-1896.
La scuola ha ottenuto l'adesione e l'accreditamento dalla Southern Association of Colleges and Schools. Il campus si trasferisce dal vecchio campus di East Lake a Homewood. La costruzione degli edifici georgiano-coloniali iniziò nel 1953, con il primo edificio dedicato nel 1955.
Samford acquisì la storica Cumberland School of Law, fondata nel 1847 in Lebanon, Tennessee. L'Howard College ottiene lo status di università e si rinomina in onore del dirigente assicurativo e fiduciario di lunga data Frank Park Samford Sr. L'Howard College of Arts and Sciences mantiene il nome originale. Audrey Gaston diventa la prima studentessa afroamericana a tempo pieno, iscrivendosi alla Cumberland School of Law e laureandosi nel 1970. Nel 1969, Elizabeth Sloan diventa la prima donna afroamericana a vivere nel campus. Si è trasferita a Vail Hall e si è laureata nel 1973. L'università ha acquistato il London Study Centre, situato nel cuore di Londra e successivamente ribattezzato Daniel House in onore della famiglia Daniel. Samford si classifica tra i primi 10 nella sua categoria da US News & World Report . Samford è riconosciuta come la migliore università dell'Alabama nelle classifiche pubblicate da Forbes Inc., The Economist e The Wall Street Journal. Samford inizia a gareggiare nella leggendaria NCAA Division I Southern Conference dove ha accumulato 35 campionati di conferenza e ha visto molti atleti arruolati in sport professionistici.
Samford ha annunciato la formazione del College of Health Sciences, che incorpora la storica Ida Moffett School of Nursing e la McWhorter School of Pharmacy con nuove scuole di professioni sanitarie e sanità pubblica. Nel 2016 il college si è trasferito in strutture rinnovate nell'ex sede della Southern Progress Corporation acquistata dall'università nel 2014.

## Campus
Il campus di Samford si è spostato più volte durante la sua storia. Originariamente, l'Howard College si trovava a Marion, Alabama: il luogo di nascita di Coretta Scott King. Nel 1887, il college si trasferì nella comunità di East Lake a Birmingham. L'università si trova ora a circa 8 km a sud del centro di Birmingham a Homewood, nella Shades Valley in Alabama. Il campus è stato progettato e disegnato dallo studio di architettura Van Keuren & Davis di Birmingham, e la maggior parte degli edifici successivi sono stati progettati dallo stesso studio, noto come Davis Architects dal 1986.

## Sport
L'università partecipa a 17 sport universitari nella NCAA Division I come membro della Southern Conference. Gli sport maschili includono baseball, basket, sci di fondo, calcio, golf, tennis e atletica leggera indoor e outdoor. Gli sport femminili includono basket, sci di fondo, golf, calcio, softball, tennis, atletica indoor e outdoor, pallavolo ed equitazione.
Nel rapporto 2013 della NCAA, gli studenti-atleti di Samford hanno raggiunto un tasso medio di progresso accademico di 990, il più alto in Alabama.
Nel 2019, le squadre di atletica leggera di Samford si sono classificate al primo posto in Alabama e nella Southern Conference e al 18 ° posto nel paese tra tutte le scuole NCAA Division I per Graduation Success Rate dalla NCAA con un punteggio medio del 97%. Samford è la prima tra le scuole di Division I in Alabama e nella Southern Conference.
I Bulldogs hanno vinto 48 campionati di conference da quando si sono uniti alla Southern Conference nel 2008. Negli ultimi 20 anni, 28 giocatori di baseball Samford sono stati selezionati nel Draft della MLB.